# Großsteingrab Stenløse By 1
Das Großsteingrab Stenløse By 1 war eine megalithische Grabanlage der jungsteinzeitlichen Nordgruppe der Trichterbecherkultur im Kirchspiel Stenløse in der dänischen Kommune Egedal. Es wurde im 19. oder frühen 20. Jahrhundert zerstört.

## Lage
Das Grab lag südwestlich von Stenløse auf einem Feld westlich des Lille Kildebækvej. In der näheren Umgebung gibt bzw. gab es zahlreiche weitere megalithische Grabanlagen.

## Forschungsgeschichte
Im Jahr 1875 führten Mitarbeiter des Dänischen Nationalmuseums eine Dokumentation der Fundstelle durch. Bei einer weiteren Dokumentation im Jahr 1942 waren keine baulichen Überreste mehr auszumachen.

## Beschreibung
Die Anlage besaß eine ost-westlich orientierte längliche Hügelschüttung mit einer Breite von etwa 9 m; die Länge ist unbekannt. Von der Umfassung waren 1875 noch einige kleinere Steine erhalten. Eine Grabkammer konnte nicht festgestellt werden.